# 마르틴 페닌
마르틴 페닌 (Martin Fenin, 1987년 4월 16일 ~) 은 체코의 축구 선수로, 현재 FK 르제포리예에서 공격수로 뛰고 있다.
체코 FK 테플리체 유스에서 선수 생활을 시작해 16세의 나이에 성인 무대 데뷔전을 치른 페닌은, 포지션이 공격수임에도 불구하고, 좀처럼 좋은 득점력을 보여주지 못했다.
하지만, 2007년 FIFA U-20 월드컵에서 체코 U-20 대표팀의 주전 공격수로 활약하며 3골을 넣어 팀을 준우승으로 이끌었다. 그 후에는 곧바로 체코 축구 국가대표팀에 소집되었고, 감브리누스 리가 2007-08 시즌에 15경기에서 7골을 넣어 리그 득점 순위 공동 6위에 올랐다.
그의 이런 활약을 주목한 세리에 A의 유벤투스 FC는 그를 영입해 팀의 선수로 기용하기 보단, 제노아 CFC나 우디네세 칼초 등으로 임대를 보내 이탈리아 리그에 적응시킨다는 계획을 세웠었다.
하지만, 페닌은 자신을 주전으로 기용해줄 클럽을 원했고, 2008년 1월 350만 유로의 이적료로 아인트라흐트 프랑크푸르트로 이적하였다. 처음에는 프랑크푸르트의 팬들이 그의 득점력에 의심을 나타냈으나, 그는 분데스리가 데뷔전에서 헤르타 BSC 베를린을 상대로 해트트릭을 기록해 팬들을 놀라게 했다.
한편, 체코 축구 국가대표팀에선 2007년 8월 오스트리아 축구 국가대표팀을 상대로 데뷔전을 치렀고, 오스트리아와 스위스가 공동 개최한 유로 2008 체코 선수 명단에도 포함됐었다.